# Dinastia Rinpungpa
La dinastia Rinpungpa (Rin spungs pa, cinese: 仁蚌巴) fu un regime tibetano che dominò gran parte del Tibet occidentale e una parte del Tibet centrale tra il 1440 e il 1565. Durante un periodo intorno al 1500, i signori Rinpungpa giunsero vicini a riunire le terre tibetane intorno al fiume Yarlung Tsangpo sotto un'unica autorità, ma la loro potenza si indebolì dopo il 1512.

## Ascesa al potere
Originariamente signori del feudo di Rinpung nello Tsang (Tibet centro-occidentale), la famiglia si avvantaggiò di una faida familiare all'interno della dinastia Phagmodrupa nel 1434-35 e s'impossessò di Shigatse, un importante centro politico ed economico. I membri della famiglia erano patroni della scuola Karmapa del Buddismo, alla quale si opponevano i Gelugpa. Pur continuando a riconoscere i Phagmodrupa, i Rinpungpa con il tempo si costruirono successivamente una forte posizione, assumendo il titolo di desi (reggente). I re Phagmodrupa Drakpa Jungne (r. 1435-45) e Kunga Lekpa (r. 1448-81) nacquero entrambi da principesse Rinpungpa. Kunga Lekpa a sua volta sposò una figlia Rinpungpa, ma il matrimonio fu lacerato da conflitti e un congiunto di lei, Donyo Dorje, alla fine invase il territorio centrale sotto il dominio del re, che fu costretto ad abdicare nel 1481.

## Culmine dell'autorità politica
Dieci anni più tardi lo zio di Donyo Dorje, Tsokye Dorje, prese il potere come reggente a Nêdong, sede della dinastia Phagmodrupa (1491-1499), durante la minorità dell'erede Ngawang Tashi Drakpa. Gli anni intorno al 1500 videro il culmine del potere Rinpungpa, e l'autorità di Donyo Dorje era quasi assoluta, essendo sostenuta dai gerarchi Karmapa e Shamarpa. Vi fu anche un'espansione politica a ovest. Nel 1499 l'importante regno di Guge a Ngari (Tibet occidentale) dovette riconoscere i Rinpungpa.

## Arretramenti a est
A causa delle pressioni dei Karmapa e dei loro patroni Rinpungpa, alla scuola Gelugpa fu proibito di partecipare alle celebrazioni del nuovo anno e alla grande cerimonia del Monlam a Lhasa tra il 1498 e il 1517. Dopo la morte dei potenti principi Tsokye Dorje (1510) e Donyo Dorje (1512), tuttavia, il potere dei Rinpungpa declinò. All'inizio del XVI secolo Ngawang Tashi Drakpa dei Phagmodrupa riuscì a riconquistare un certo grado di influenza. Egli era disposto amichevolmente verso il capo Gelugpa Gedun Gyatso (considerato postumamente come il secondo Dalai Lama), e la fazione Karmapa fu espulsa da Lhasa. Il potere diretto dei Rinpungpa nello Ü fu da allora in poi limitato.

## Minacce esterne e caduta dal potere
I decenni seguenti furono segnati da una disorientante successione di scontri e di temporanee riconciliazioni tra le fazioni del Tibet centrale. Nel 1532 i domini Rinpungpa furono brevemente minacciati da un'invasione da parte del generale musulmano Mirza Muhammad Haidar Dughlat, che operava agli ordini del sovrano di Kashgar. Il declino del potere Rinpungpa fu segnato da una fallita invasione del regno di Gungthang nel Tibet occidentale nel 1555, che fu pesantemente sconfitta. Nel 1557 uno dei servitori dei Rinpungpa, Karma Tseten, che era governatore di Shigatse dal 1548, si ribellò contro il suo signore. Nel 1565, infine, il colto e raffinato sovrano Rinpungpa Ngawang Jigme Drakpa fu sconfitto da Karma Tseten, che fondò la nuova dinastia Tsangpa.

## Lista dei sovrani
- Norzang 1440-1466
- Kunzang 1466-c.1479 (figlio)
- Donyo Dorje c.1479-1512 (figlio)
- Ngawang Namgyal 1512-c.1550 (figlio di Tsokye Dorje, uno dei figli di Norzang)
- Dondup Tseten Dorje c.1550-? (figlio)
- Ngawang Jigme Drakpa ?-1565 (fratello)